# Таволето
Таволето (італ. Tavoleto) — муніципалітет в Італії, у регіоні Марке,  провінція Пезаро і Урбіно.
Таволето розташоване на відстані близько 220 км на північ від Рима, 80 км на захід від Анкони, 26 км на захід від Пезаро, 15 км на північ від Урбіно.
Населення — 864 особи (2014).

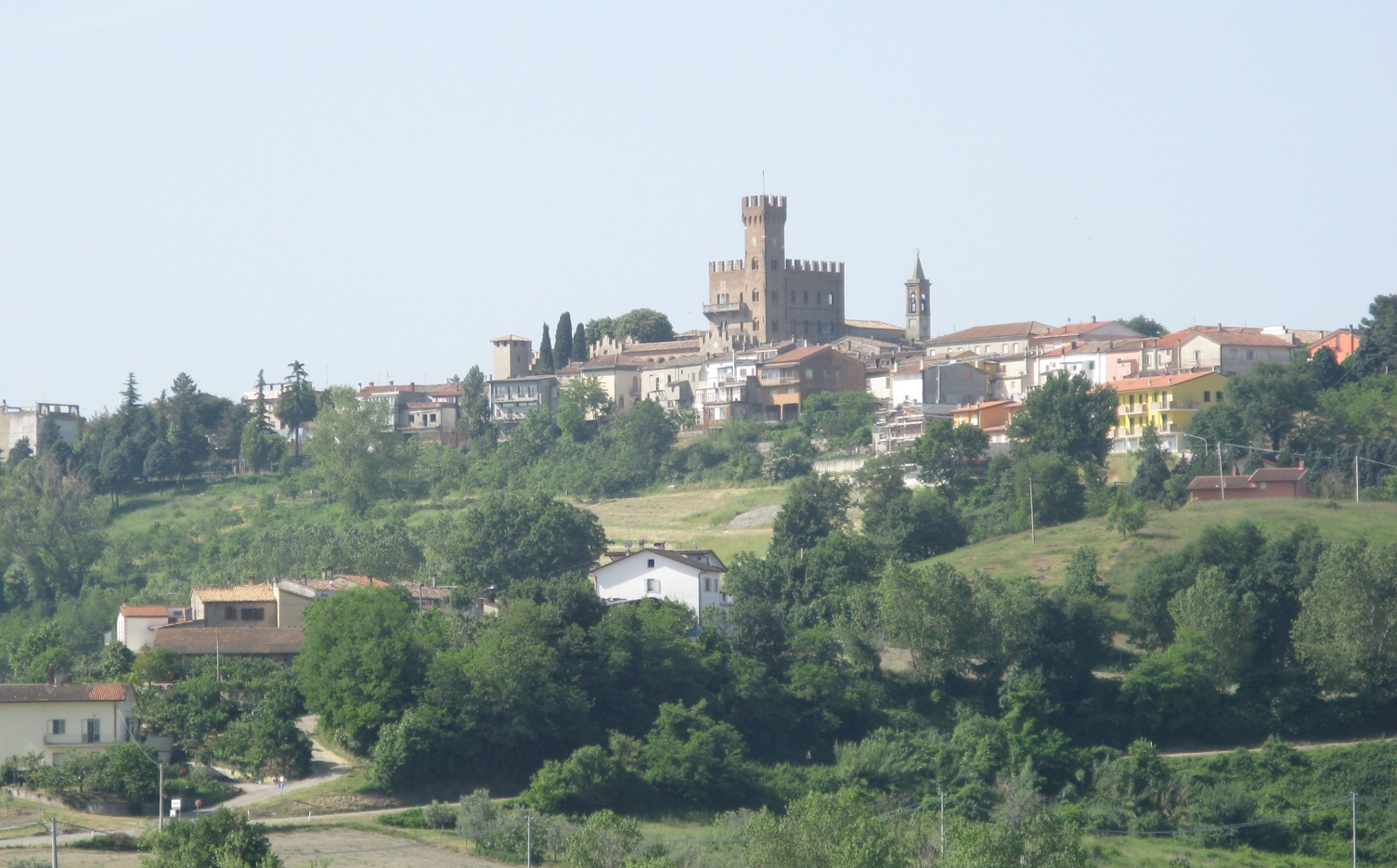

Щорічний фестиваль відбувається 10 серпня. Покровитель — святий мученик Лаврентій.

## Демографія
Населення за роками:

Станом на 1 січня 2023 року в муніципалітеті офіційно проживало 86 іноземців з 17 країн, серед них 24 громадяни країн Євросоюзу та 8 громадян України.

## Сусідні муніципалітети
- Аудіторе
- Меркатіно-Конка
- Мондаїно
- Монте-Чериньйоне
- Монтефйоре-Конка
- Салудечо
- Сассокорваро
- Урбіно